# Ferrosaponita
La ferrosaponita és un mineral de la classe dels silicats, que pertany al grup de l'esmectita. Rep el nom per tractar-se de l'anàleg amb ferro de la saponita.

## Característiques
La ferrosaponita és un silicat de fórmula química Ca0.3(Fe2+,Mg,Fe3+)₃((Si,Al)₄O10)(OH)₂·4H₂O. Va ser aprovada com a espècie vàlida per l'Associació Mineralògica Internacional l'any 2002.
Segons la classificació de Nickel-Strunz pertany a «09.EC - Fil·losilicats amb plans de mica, compostos per xarxes tetraèdriques i octaèdriques» juntament amb els següents minerals: minnesotaïta, talc, wil·lemseïta, ferripirofil·lita, pirofil·lita, boromoscovita, celadonita, txernikhita, montdorita, moscovita, nanpingita, paragonita, roscoelita, tobelita, aluminoceladonita, cromofil·lita, ferroaluminoceladonita, ferroceladonita, cromoceladonita, tainiolita, ganterita, annita, efesita, hendricksita, masutomilita, norrishita, flogopita, polilitionita, preiswerkita, siderofil·lita, tetraferriflogopita, fluorotetraferriflogopita, wonesita, eastonita, tetraferriannita, trilitionita, fluorannita, xirokxinita, shirozulita, sokolovaïta, aspidolita, fluoroflogopita, suhailita, yangzhumingita, orlovita, oxiflogopita, brammal·lita, margarita, anandita, bityita, clintonita, kinoshitalita, ferrokinoshitalita, oxikinoshitalita, fluorokinoshitalita, beidel·lita, kurumsakita, montmoril·lonita, nontronita, volkonskoïta, yakhontovita, hectorita, saponita, sauconita, spadaïta, stevensita, swinefordita, zincsilita, vermiculita, baileyclor, chamosita, clinoclor, cookeïta, franklinfurnaceïta, gonyerita, nimita, ortochamosita, pennantita, sudoïta, donbassita, glagolevita, borocookeïta, aliettita, corrensita, dozyïta, hidrobiotita, karpinskita, kulkeïta, lunijianlaïta, rectorita, saliotita, tosudita, brinrobertsita, macaulayita, burckhardtita, ferrisurita, surita, niksergievita i kegelita.

## Formació i jaciments

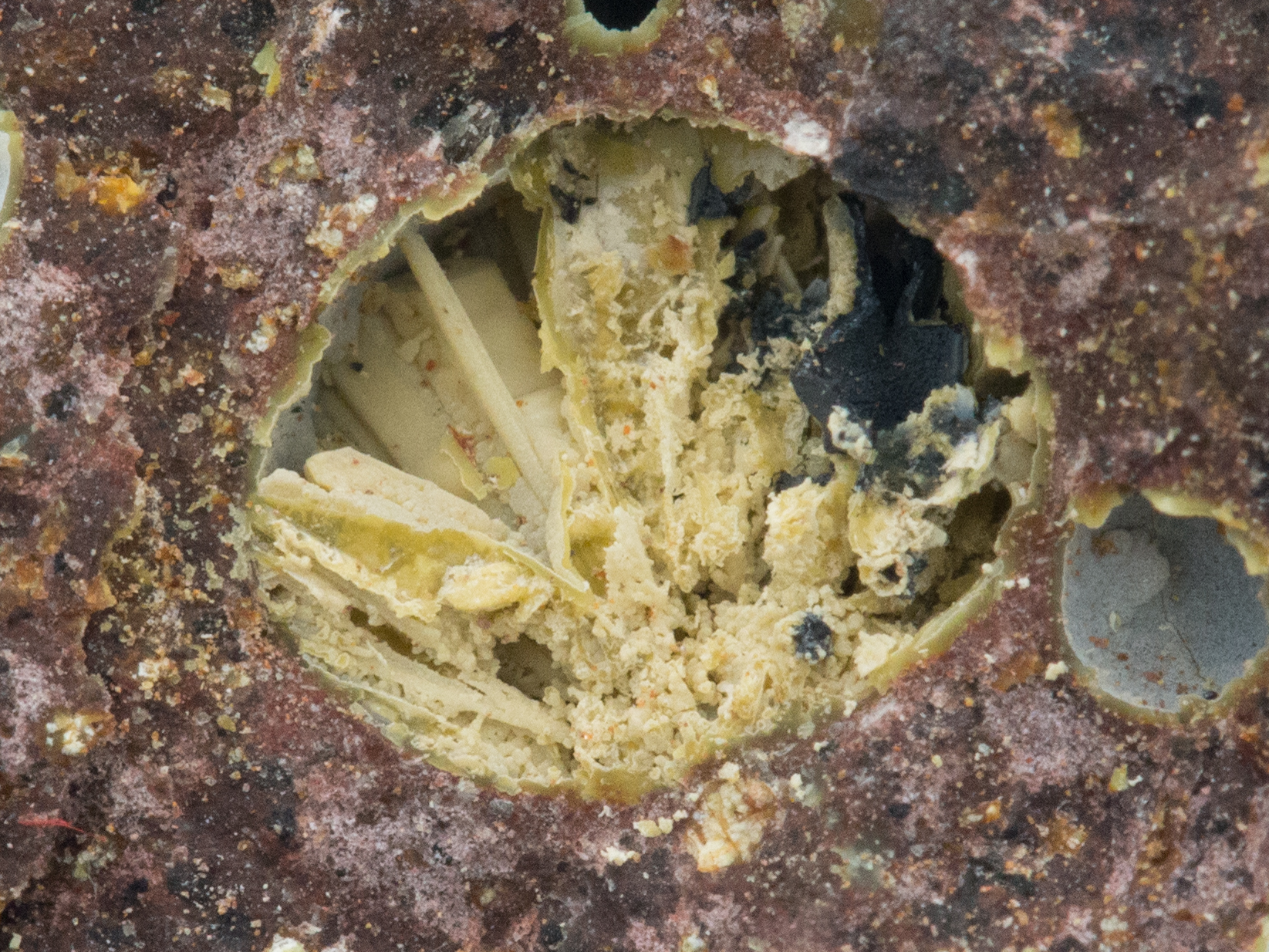
Nontronita de Can Súria (Maçanet), erròniament descrita com a ferrosaponita.

Va ser descoberta al dipòsit de Levoberezhnoe, a la conca del riu Nizhnyaya Tunguska, dins el districte d'Evenkiysky (Krai de Krasnoiarsk, Rússia). També ha estat descrita al Japó, l'Antàrtida, el Brasil, els Estats Units, Alemanya i Itàlia. Durant un temps va ser citada a la pedrera Can Súria, a Maçanet de la Selva (Girona, Catalunya), però més tard es va comprovar que els exemplars que recollits allà eren en realitat nontronita càlcica.